# داء العمود الفقري
يشير داء العمود الفقري إلى حالة تضعف العمود الفقري. وتشمل هذه أمراض مختلفة في الظهر أو العمود الفقري مثل الحداب. يشير مصطلح دورسالجيا إلى آلام الظهر. تشمل بعض أمراض العمود الفقري الأخرى ضمور العضلات الشوكي، التهاب الفقار القسطي، التضيق النخاعي القطني، تشقق العمود الفقري، أورام العمود الفقري، هشاشة العظام ومتلازمة ذنب الفرس.

## الأنواع
هناك العديد من أمراض العمود الفقري المعروفة، بعضها أكثر شيوعًا من الآخر. يشمل داء العمود الفقري أيضًا أمراض العمود الفقري العنقي، وهي الأمراض التي تصيب الفقرات العنقية. العمود الفقري العنقي هو الأكثر مرونةً ونتيجة لذلك، من الشائع أن يتلف الفرد تلك المنطقة، خاصة على مدى فترة طويلة من الزمن. تشمل بعض أمراض العمود الفقري العنقي الشائعة داء القرص التنكسي والتضيق النخاعي العنقي والانزلاق الغضروفي العنقي. يحدث مرض القرص التنكسي بمرور الوقت عندما تبدأ الأقراص الموجودة داخل كل فقرة في العنق في الانهيار والتفكك. ولأن كل فقرة يمكن أن تسبب الألم في مناطق مختلفة من الجسم، فيمكن الشعور بالألم الناتج عن المرض في الظهر أو الساق أو العنق أو حتى الذراعين. عندما تبدأ القناة الشوكية في التضيق، فيمكن أن تسبب ألمًا في العنق، مما قد يؤدي أيضًا إلى الشعور بالخدر في الذراعين واليدين. هذه هي أعراض مرض التضيق النخاعي العنقي. تحتوي الأقراص الموجودة بين كل فقرة على ألياف يمكن أن تبدأ بالتنكس، ويمكن أن يؤدي هذا إلى الانزلاق الغضروفي العنقي. يقل شيوع هذا المرض عند الشباب، إذ غالبًا ما يحدث نتيجة التقدم في السن.

### الجنف
الجنف أو انحراف العمود الفقري جانبيًا هو مرض شائع في العمود الفقري، يكون فيه الانحناء عادةً على شكل الحرف «C» أو«S». هذا النوع أكثر شيوعًا عند الفتيات، ولكن لا يوجد سبب محدد له. تظهر أعراض قليلة فقط عند النساء المصابات بهذا المرض، وتشمل الشعور بالتعب في منطقة العمود الفقري أو آلام الظهر. بشكل عام، إذا كان الوركين أو الكتفين في مستويين مختلفين، أو إذا كان العمود الفقري منحنيًا، فهذا بسبب الجنف ويجب استشارة الطبيب.

### تضيق نخاعي قطني
يُصنف التضيق النخاعي القطني على أنه تضيق في القناة الشوكية في المنطقة القطنية من العمود الفقري. قد يؤدي ذلك إلى ضغط جذر العصب في النخاع الشوكي ويؤدي إلى آلام أسفل الظهر والأطراف السفلية. تشمل الأعراض الأخرى ضعفًا في المشية ووضعية منحنية قليلًا بسبب تراجع ارتفاع القرص وانتفاخه. ينتشر التضيق النخاعي القطني بشكل كبير، إذ تظهر الأعراض عند 9.3% من عامة السكان ويستمر العدد في الارتفاع عند المرضى الذين تزيد أعمارهم عن 60 عامًا. تُعد الإصابة به سببًا لإجراء جراحة العمود الفقري عند المرضى الذين تزيد أعمارهم عن 65 عامًا. ومع ذلك، فهناك انتشار للخرافة والخوف بين معظم المرضى من أن الجراحة هي العلاج الوحيد لمثل هذه الحالات وأن جراحة العمود الفقري محفوفة بالمخاطر. هناك العديد من العلاجات غير الجراحية المتاحة للوقاية من العديد من أمراض العمود الفقري ووقفها وعكس مسارها. وأيضًا فيمكن إجراء الجراحة عند بعض المرضى في العيادة النهارية أو مع إقامة لمدة قصيرة في المستشفى، مع نتائج جيدة إحصائيًا.